# Malapterurus melanochir
Malapterurus melanochir és una espècie de peix de la família dels malapterúrids i de l'ordre dels siluriformes.

## Morfologia
- Els mascles poden assolir 98 cm de llargària total.
- Nombre de vèrtebres: 42-45.[5]

## Distribució geogràfica
Es troba a Àfrica: conca del riu Congo.